# ウラジーミル・ボレヴァノフ
ウラジーミル・パーヴロヴィチ・ポレヴァノフ（ロシア語: Владимир Павлович Полеванов、ラテン文字転写の例：Vladimir Pavlovich Polevanov、1949年11月11日 - ）は、ロシアの地質学者、企業家、政治家。鉱山会社「アプサカン」会長、コンソーシアム会社「ザラトーイェ・モスト（黄金の橋）」会長、ロシア戦略資源国家基金副総裁、ロシア連邦国家資産管理委員会議長、ロシア連邦政府副首相を歴任。

## 生い立ち・初期の経歴
1949年に、ソビエト連邦ウクライナ共和国のハルキウに生まれる。父パーヴェルは旋盤工で、第二次世界大戦に出征し、プラハで重傷を負い3年間にわたり入院生活を送った。母フェクラは看護婦。1971年ハルキウ大学地質学部を卒業する。大学卒業後、マガダン州で鉱山勤務。1977年には主任地質学者となる。1983年レニングラード鉱業大学を修了し、地質学博士号を取得する。
1983年までアムール州鉱山生産合同「ソヴヴォストゲオロギヤ」地質部長。1988年中央地質研究所マガダン支部研究所所長として金鉱調査に当たる。1989年ブラゴヴェシチェンスクに金属調査企業合同「アムールゲオロギヤ」を設立、主任となる。

## 政治的経歴
1992年アムール州地質・鉱物資源委員会議長を経て、1993年10月アムール州行政長官（知事）に任命される。その後、1994年11月15日にロシア連邦副首相に就任する。同日、アナトリー・チュバイスの後任としてロシア連邦国家資産管理委員会議長に就任する。国家資産管理委議長としてのボレヴァノフは外国企業への経営権譲渡を忌避する立場であり、アルミニウムと石油関連企業の再国有化を提唱した。1995年1月副首相と資産管理委議長を解任される。1995年1月から7月までロシア大統領府副長官。1995年4月全露公共政治運動「新ロシア」を設立し議長となる。同年8月「祖国のために」を設立し指導者となる。しかし同運動は12月の1995年ロシア下院選挙では議席を得ることはできなかった。
1996年2月、鉱山会社「アプサカン」を設立。1996年7月、ロシア戦略資源国家基金副総裁に就任した。ロシア国内ではシベリアや極東で、国外にあってはマリ、ジンバブエ、オーストラリアで金鉱開発事業を行っている。
私生活では夫人との間に一男二女がいる。趣味は、登山旅行、サッカー、チェス。